# خليفة بن عسكر
خليفة بن سعيد بن علي بن عسكر، أمازيغي ليبي وأحد قادة الجهاد في ليبيا ضد الغزو الإيطالي. توفي في يوليو 1922.

## نشأته
ينحدر خليفة بن عسكر من قبيلة العساكرة وهي إحدى القبائل الكبيرة بمدينة نالوت الواقعة بجبل نفوسة في ليبيا. وقد ولد في عائلة كثيرة العدد حيث كان ثامن ثمانية من الأولاد، ثلاثة ذكور وخمس بنات. ونشأ بمسقط رأسه غير مبال ميالا للتبذير والإنفاق على رفاقه في الصبا. الأمر الذي جعل إخوته يقسمون له نصيبه من الأرض والأشجار التي باع معظمها مخافة أن يتلف ممتلكاتهم، ولقد كان يقضي معظم أوقاته في بساتين التين والزيتون بوادي الثلث خارج لالوت. كما كان الصيد هوايته المفضلة وخاصة صيد الودان بجبل نفوسة [بحاجة لمصدر].
حفظ بعض قصار السور في مسجد نالوت كما هي عادة سكان القرى في تحفيظ أبنائهم القرآن الكريم.

## صفاته
ربع القامة. أميل إلى النحافة. أصفر، وبعينيه ضيق، وبه ميل قليل بعينه اليمنى حاد الطباع عصبي المزاج، يتعصب لرأيه لأبعد الحدود يصبح الرأي عنده في كثير من الحالات عقيدة. وكان فارسا بارعا في ركوب الخيل، يختار خيوله بمهارة فائقة.[بحاجة لمصدر]

## جهاده
عندما دخل الطليان نالوت في 12 أبريل 1913 م، آثر خليفة الابتعاد عنهم واختار الإقامة بوادي الثلث بعيدا عن عيونهم مفضلا الصيد على جوارهم. ثم اتفق مع أصدقائه المخلصين على الثورة وتمركزوا بقصبة إمجوجن التي تقع على بعد 4 كيلومتر غربي نالوت. وأقسموا على الثورة، وتكونت أول مجموعة محاربة ضد الطليان في نالوت بقيادة خليفة بن عسكر، وانضم تحت قيادته عدد كبير من المجاهدين الليبيين كما كان يضم تحت قيادته كذلك عددا كبيرا من المجاهدين التونسيين والذين كانوا قد فروا من الاحتلال الفرنسي لوطنهم.
وخاض بن عسكر عدة معارك أبلى فيها هو وجماعته البلاء الحسن، ومن أهمها: معركة جندوبة ومعركة امجزم ومعركة سيناون ومعركة وازن ومعركة تكوت، وتمكن من تحرير بلدتي كاباو ونالوت من أيادي الإيطاليين. واستمرت انتصاراته في أعالي جبال نفوسة وسهولها. ولم يتوقف خليفة عند حربه مع الإيطاليين، ففتح جبهة أخرى مع الفرنسيين في الجنوب التونسي عبر الحدود الليبية وتمكن من تحرير عدد من الليبيين الذين كانوا معتقلين في السجون الفرنسية ومن ضمنهم أفراد من عائلته.
واستمرت معارك الجهاد بين كر وفر على عدة جبهات، قادها خليفة بن عسكر وسليمان الباروني ومحمد سوف المحمودي وعبد النبي بلخير وأحمد المريض ورمضان السويحلي وآخرون غيرهم، حتى حدث ما كان يتمناه الإيطاليون، فتنة الجبل وهي الحرب الأهلية بين أمازيغ جبل نفوسة وجيرانهم من قبائل الرجبان بقيادة فكيني.
لقد كانت الفتنة التي حدثت في الجبل هي بداية النهاية للمقاومة الباسلة التي خاضها الليبيون في غرب ليبيا، أدت هذه الفتنة إلى انقسام الجبل إلى فريقين متصارعين، هذا الجبل الذي وقف سدّا منيعًا في وجه الإيطاليين لسنوات، تمكن الإيطاليون من تفرقة أهله وعمل على تسليح كلا الطرفين المتحاربين بالسلاح وأظهرت لكل طرف بأنها تقف معه، لتتمكن من إشعال الحرب بينهم وكان لها ما تريد.
كان الإيطاليون يراقبون الوضع عن كثب وكانوا يسعون إلى استمالة بن عسكر إليهم، لأنه ما دامت العداوة قائمة بينه وبينهم فلا يمكن أن يصلوا إلى ما يأملونه من إثارة الفتنة في الجبل، وهذا ما حصل بالفعل فقد أدت الحرب التي قامت في الجبل إلى التضييق على بن عسكر واستغل الإيطاليون هذه الفرصة بالتوسط لدى بن عسكر وإصدار عفو عنه هو وجماعته وما كان من خليفة في ذلك الوقت إلا أن يقبل بتلك الوساطة.

## القبض عليه
بات بن عسكر في أيدي الإيطاليين إلا أن الإيطاليين لم يتمكنوا من القبض عليه مباشرة وذلك لأن خليفة كان يرافقه الآلاف من رجاله المسلحين والمستعدين لفدائه بأرواحهم فبدأ الجنرال الإيطالي غراتسياني يعد العدة في سرية تامة للقبض عليه، وقد أخذ الموافقة من الحاكم العام ويقول في كتابه (نحو فزان): "لم يكن من السهل خداع رجل حذق فن الخبث والمكر مثل هذا الرجل وكان نجاح هذا الأمر يتوقف على مراعاة السرية المطلقة". ويقول أيضا: "ولم يكن هذا كافيا للقبض عليه خوفا من أنصاره لأنهم كانوا يطيعونه طاعة عمياء".
وهنا بدأ غراتسياني في تنفيذ خطته فعندما ذهبوا إلى الحصن (محل القيادة) لمقابلته كانت الأوامر أعطيت إلى الجيش بالقبض على أنصاره، كما اتخذت التدابير للقبض عليه وعلى من معه داخل القيادة، ونفذت الخطة ونجحت الحيلة.
وكانت هذه الحادثة يوم 28 مايو سنة 1922. وفي هذا اليوم أخذ إلى طرابلس حيث أودع السجن انتظارا للمحكمة. ولهذه المناسبة يقول غراتسياني: "وهكذا اختفى من الغرب رجل خطير جدا كخليفة بن عسكر".

## استشهاده
آخر شهر يوليو 1922 حوكم خليفة بن عسكر، وحكم عليه بالإعدام شنقا. وعند نطق الحكم كان بن عسكر من ضمن مجموعة من المجاهدين، أخرجوهم في قمصان ليضعوا على رؤوسهم لفائف سود استعدادا للشنق. ولكنه رفض أن يلبس الغطاء الأسود وقال: «أنا لا أخاف الموت». ويقول من حضر عملية الإعدام من المواطنين الذين أجبروا على الحضور بسوق الزاوية: «كان من أشجع الذين واجهوا الموت، كان يشتم الطليان ويسبهم ويبصق في وجوههم إلى أن التف حول عنقه حبل المشنقة، عندها ضجت الساحة بالبكاء من المواطنين. كما بكى أيضا الجنود الإرتريون المسلمون». [بحاجة لمصدر]